# Castillo del Montgrí
El castillo del Montgrí es una fortificación militar construida entre 1294 y 1304 por el rey Jaime II, en la cima del Macizo del Montgrí en Torroella de Montgrí, Bajo Ampurdán (Gerona, Cataluña, España).
El Montgrí es una pequeña montaña de tipo calcárea, de una altitud de 315 m s. n. m. y situada a 6 km del mar. La cima nos ofrece unas impresionantes vistas de todo el Ampurdán, y llega hasta el Canigó.

## Historia
En la cima del Montgrí se ve la figura emblemática del castillo de Montgrí. Se comenzó a construir por Bernardo de Llabiá, gobernador de Torroella, en 1294 como punto de control en un enfrentamiento entre Jaime II y Ponce V, conde de Ampurias, pero las obras se interrumpieron en 1301 sin acabar la construcción, debido a la consolidación del poder por el condado de Barcelona contra el de Ampurias.
Los castillos de Bellcaire y del Montgrí aún se miran desafiantes, todos son testimonios de la dura lucha entre la monarquía y el poder feudal. La lucha terminó con la incorporación del condado a la corona, después de arruinar la comarca y la desviación del Ter desde la vida el norte del Montgrí al sur. Esta desviación provocó la formación de las dunas continentales de Torroella.

## Arquitectura
La arquitectura del castillo se encuentra influenciada por el estilo importado de oriente después de las primeras Cruzadas en Tierra Santa durante los siglos XII y XIII. Se levantaron los muros de unos 13 m de altura, coronados por merlones perfectamente dibujados; de planta cuadrada (31 m de lado), y con cuatro torres cilíndricas adosadas en cada uno de sus ángulos, así como los fosares y la cisterna. La fachada principal está orientada a mediodía, en ella se encuentra el portal de acceso, formado por un arco de medio punto.

## Enlaces
- Wikimedia Commons alberga una categoría multimedia sobre Castillo del Montgrí.
- Visita virtual al Castillo del Montgrí
- Castillo del Montgrí en castillosnet.org Archivado el 9 de agosto de 2013 en Wayback Machine.
- Imagen de la Historia del Castillo que se encuentra en su interior

- Datos: Q979375
- Multimedia: Castell de Montgrí / Q979375